# Kärlekens slöja
Kärlekens slöja (originaltitel: The Painted Veil) är en kinesisk-amerikansk dramafilm från 2006 med Naomi Watts och Edward Norton. 

## Handling
I mitten av 1920-talet reser läkaren Walter Fane (Norton) och hans hustru Kitty (Watts) till Shanghai där Walter ska arbeta på det lokala sjukhuset. För den inbundne Walter är arbetet viktigare än privatlivet och medan han totalt uppslukas av sitt nya jobb inleder den försummade Kitty en affär med en annan man. När Walter upptäcker detta hämnas han genom att ta ett jobb i en avlägsen by på den kinesiska landsbygden där en dödlig koleraepidemi brutit ut och tvingar Kitty att följa med, men detta kommer att föra dem närmare varandra.

## Rollista
- Edward Norton - Walter Fane
- Naomi Watts - Kitty Fane
- Toby Jones - Waddington
- Diana Rigg - Abbedissan
- Anthony Wong - Överste Yu
- Sally Hawkins - Mary
- Liev Schreiber - Charles Townsend

## Övrigt
Filmen är baserad på en roman av Somerset Maugham. En tidigare filmatisering gjordes 1934, Den brokiga vävnaden.